# Triều Dương, Bắc Kinh
Triều Dương (tiếng Trung: 朝阳区, pinyin: Cháoyáng Qū, Hán Việt: Triều Dương khu) là một quận nội thành của thủ đô Bắc Kinh, Trung Quốc. Quận Triều Dương có diện tích 470,8 km², là quận cận nội thành rộng nhất Bắc Kinh, có chiều dài nam-bắc là 28 km, đông-tây là 17 km. Quận này có dân số 2.290.000 người và mật độ dân số là 4.864 người/km². Mã số bưu chính của Triều Dương là 100020. Quận Triều Dương được chia ra thành 23 nhai đạo biện sự xứ và 20 địa khu sự biện xứ.